# Do it yourself
DIY (de Engelse afkorting van do-it-yourself, doe-het-zelf) is een houding waarbij mensen productie zelf ter hand nemen, in plaats van uitbesteden aan bedrijven of experts. DIY is als term populair geworden binnen tegenculturen zoals in de begindagen van de punk.

## Muziekwereld
Culturen in de muziekwereld waar DIY in zwang was/is zijn de indiescene, de punk- en hardcorescene. Veel muziek wordt uitgebracht op kleine onafhankelijke labels of in eigen beheer. Met eenvoudige opnameapparatuur klinkt het geluid soms bewust matig en wordt gesproken van low fidelity. Muzikanten maken zelf T-shirts en geven zelf eigen muziekbladen (fanzines) uit. Bij de opkomst van de punkcultuur werden fanzines, folders en posters gemaakt met een kopieerapparaat. Kunstzinnige uitingen vielen onder de noemer stencil art. Elpee-, single- en cassettehoesjes uit de vroege punkmuziek zijn als zodanig herkenbaar. Het effect van "copy over copy" werd vaak toegepast: meervoudig kopiëren leidt tot dichtgelopen tekeningen met een grof effect. Ook de uitgeknipte en opgeplakte krantenletters kenmerken de punkstijl, die refereren aan de dreigbrieven van terroristen, kidnappers en andere criminele of politieke activisten. Bij DIY in de tegencultuur gaat het er vaak om dat het er goedkoop en zelfgemaakt uitziet. Het gaat dan om bewust neerzetten van het dilettantisme.
In 2004 kwam de documentaire D.I.Y. or Die: How to Survive as an Independent Artist uit, waarin bekende DIY-artiesten als Lydia Lunch, Richard Kern, Steve Albini en Ian MacKaye aan het woord komen.